# Charlotte de La Trémoille (1892-1971)
Charlotte Marie Clotilde de La Trémoille (née le 20 novembre 1892 à Paris où elle est morte le 27 octobre 1971) est une noble française, fille de Louis-Charles-Marie de La Trémoille et de sa femme, Hélène Marie Léonie Pillet-Will.
Le 13 avril 1910, elle se marie avec Henri-Florent-Lamoral, prince de Ligne. Ils ont un fils, Jean-Charles.
Après la mort du frère de Charlotte, Louis-Jean-Marie de La Trémoille, elle lui succède dans les prétentions potentielles au Royaume de Jérusalem.